# Seresht
Seresht är en ort i Iran.   Den ligger i provinsen Khuzestan, i den centrala delen av landet, 400 km söder om huvudstaden Teheran. Seresht ligger 956 meter över havet och antalet invånare är 252.
Terrängen runt Seresht är kuperad norrut, men söderut är den bergig. Terrängen runt Seresht sluttar söderut. Runt Seresht är det ganska tätbefolkat, med 56 invånare per kvadratkilometer. Närmaste större samhälle är Lalar, 17,4 km nordväst om Seresht. Trakten runt Seresht består i huvudsak av gräsmarker.